# Mikyö Dorje
Mikyö Dorje (1507-1554), ook Mikyo Dorje, was de achtste gyalwa karmapa, hoofd van de kagyüschool van het Tibetaans boeddhisme.
Mikyö Dorje werd geboren in Satam, Kham. Naar verluidt zei hij na zijn geboorte: "Ik ben karmapa." en werd erkend door de Tai Situpa, maar er was ook een kind uit Amdo die beweerde karmapa te zijn. Gyaltsab Rinpoche, de regent, bedacht een test om te zien wie de echte karmapa was. Dit was de eerste keer dat een test werd ingevoerd om een reïncarnatie te bepalen.
Mikyö Dorje heeft veel boeddhistische geschriften nagelaten en introduceerde de goeroe yoga. Tevens was hij schilder en metaalbewerker. Hij werd door de keizer van China uitgenodigd, maar deelde mee dat de keizer zou overlijden voordat hij bij hem kon komen, hetgeen naar verluidt ook gebeurd is.
- Gemeinsame Normdatei: 103177027
- International Standard Name Identifier: 0000 0000 8126 0496
- Library of Congress Control Number: n81139640
- Système universitaire de documentation: 088792013
- Virtual International Authority File: 47171403
- WorldCat: E39PBJwX6PYpV47h6Ydmj6bKh3